# Ворота Хульды
Ворота Хульды (ивр. שערי חולדה‎, Шаареи Хульда) — две группы ныне замурованных ворот в южной стене Храмовой горы, расположенные в Старом городе Иерусалима.
Западная группа представляет собой двойные арочные ворота (Двойные ворота (араб. Баб ат-Тулате‎)). Вид на них частично перекрыт башней крестоносцев, и наблюдать можно только часть правой арки. Единственная оригинальная часть ворот, которая всё ещё видна — это притолока, но и она уже не находится на своём изначальном месте. Когда она была впервые выложена, она находилась на высоте 11 метров над порогом.
Восточная группа — трёх-арочные ворота (Тройные ворота (араб. Баб ан-Наби, «ворота Пророка [Мухаммада]»‎)).
Это были, соответственно, вход и выход Храмовой горы со стороны Офеля (старейшая часть Иерусалима) — главный доступ на гору для обычных евреев.

## Название

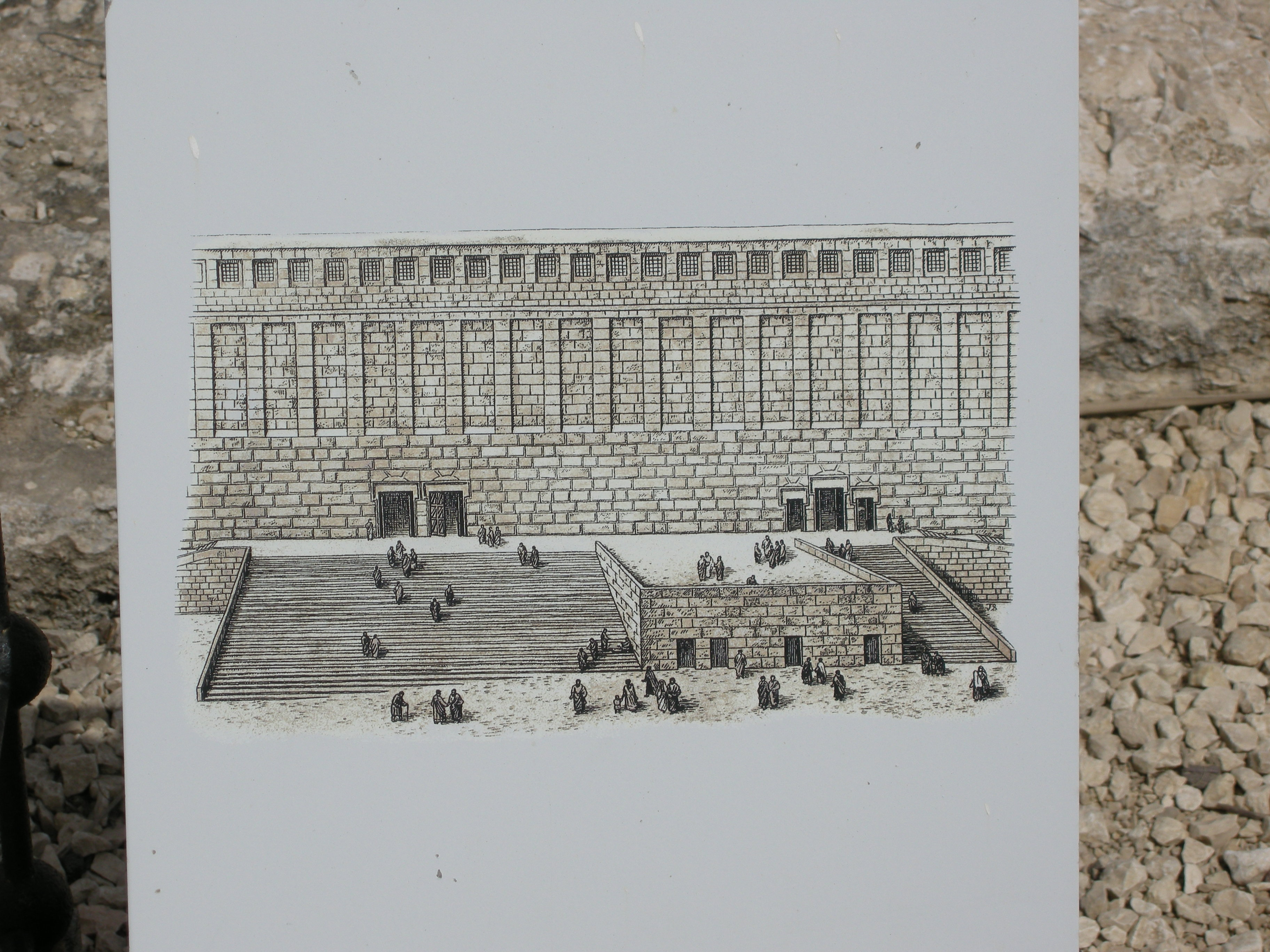
Реконструкция Ворот Хульды.

Название «Ворота Хульды» заимствовано из описания Храмовой горы в Мишне (Трактат Мидот 1:3). Признанная среди учёных точка зрения состоит в том, что описание, данное в Мишне, относится к священной зоне Храмовой горы в эпоху Хасмонеев. Соответственно, название «Хульда» для ворот, наблюдаемых в современной южной стене, является анахронизмом, поскольку основание этой стены представляет собой часть Храмовой горы, достроенную Иродом в пост-хасмонейский период.
Данному названию приписываются две возможные этимологии. «Хульда» на иврите означает «крот» или «крыса», а тоннели, ведущие вверх от этих ворот, вызывали ассоциацию с отверстиями или тоннелями, которыми пользуются эти животные. Возможной альтернативой является фольклорная этимология, согласно которой пророчица эпохи Первого Храма Хульда, по рассказам, проводила на этой территории судебные заседания — и действительно, некоторые также помещали здесь и её гробницу.

## Археология
Раскопки этой зоны проводились в XIX веке Чарльзом Уорреном. Когда-то каждая арка двойных ворот вела в проход или коридор, тянувшиеся под эспланадой Горы, а затем приводившие к ступеням, которые вели вверх, на саму эспланаду. Когда была построена мечеть аль-Акса, она заблокировала исходные выходы на поверхность, и восточный проход был, по мнению Уоррена, удлинён таким образом, чтобы начинающиеся от его конца новые ступени поднимались к поверхности непосредственно к северу от мечети. Тройные ворота схожи с двойными, за тем исключением, что продолжен был западный проход, который и достигает поверхности, а третий — восточный — проход оканчивается на коротком расстоянии от ворот и формирует западную границу крытого сводами участка, известного под названием Соломоновы конюшни. Все проходы перекрыты сводами.
Тот факт, что оригинальные входные коридоры существуют до сих пор, отражает древнее обещание, цитируемое в одном из трудов раввинической литературы, «Шир га-Ширим Рабба»: «Ворота Коэна и ворота Хульды никогда не были разрушены, и Б-г обновит их».
Раскопки Уоррена также выявили хаотичную группу тоннелей под проходами Тройных ворот. Некоторые из них ведут под стену и за пределы южного края Храмовой горы (их глубина превосходит глубину основания стен). Назначение и возраст этих ходов неизвестны; информация о посещении их кем бы то ни было, кроме экспедиции Уоррена, отсутствует; более современным археологам не позволяется проводить исследования из-за политической нестабильности на этом объекте. Сейчас проходы, ведущие от обоих ворот, используются Вакуфом в качестве мечетей.

## Галерея

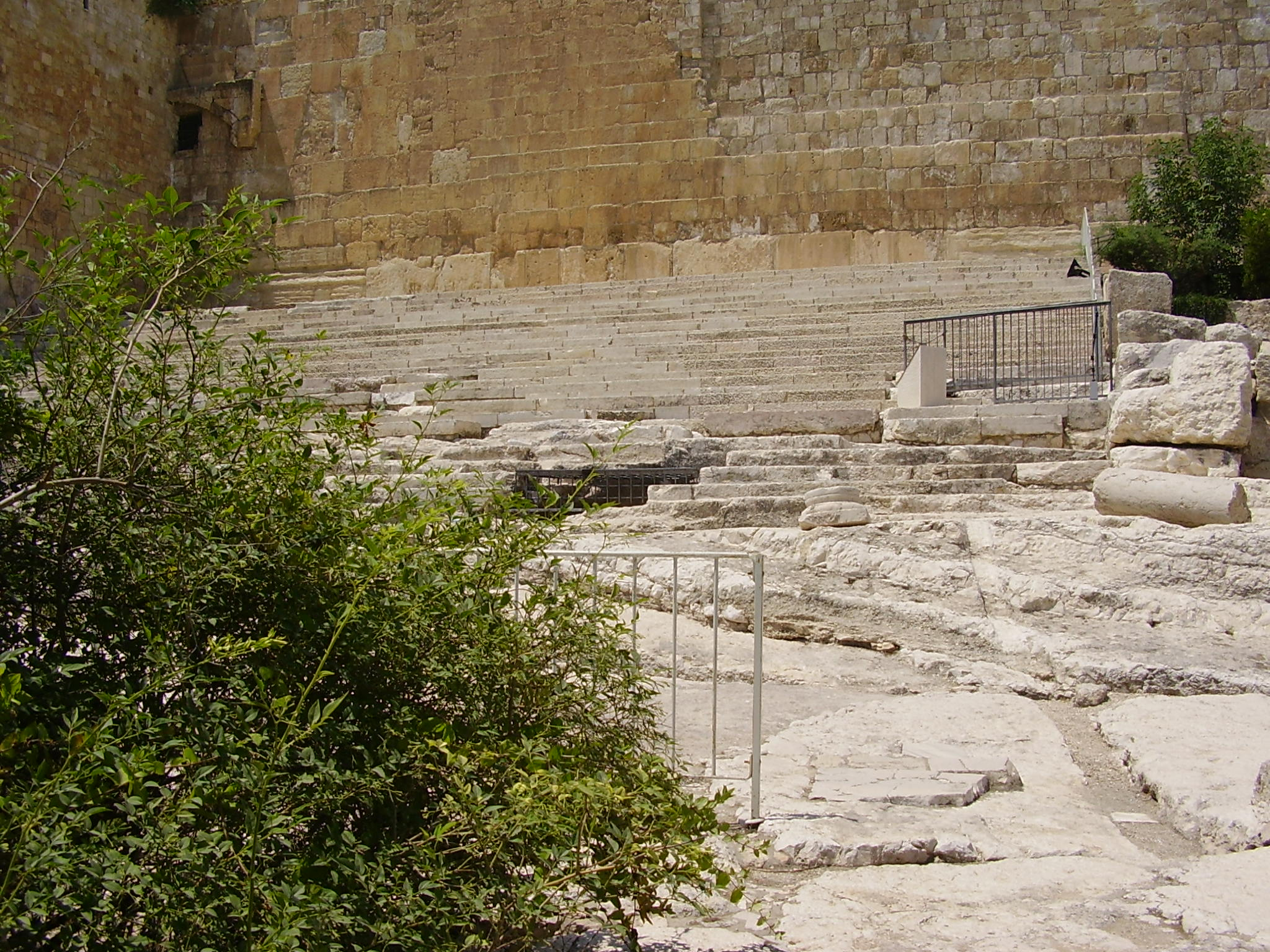
Ступени для паломников, подводящие к Двойным воротам
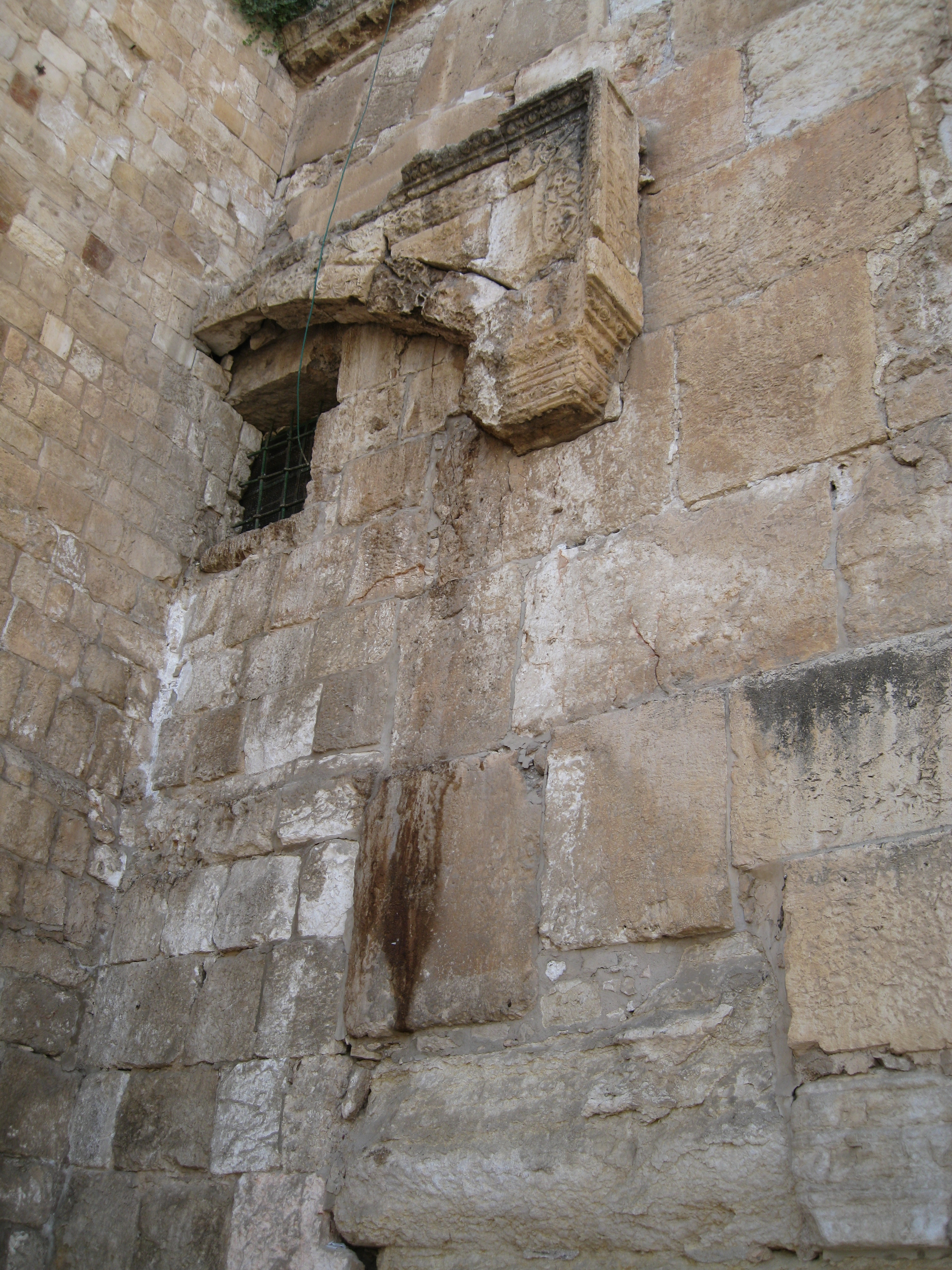
Видимая часть Двойных ворот
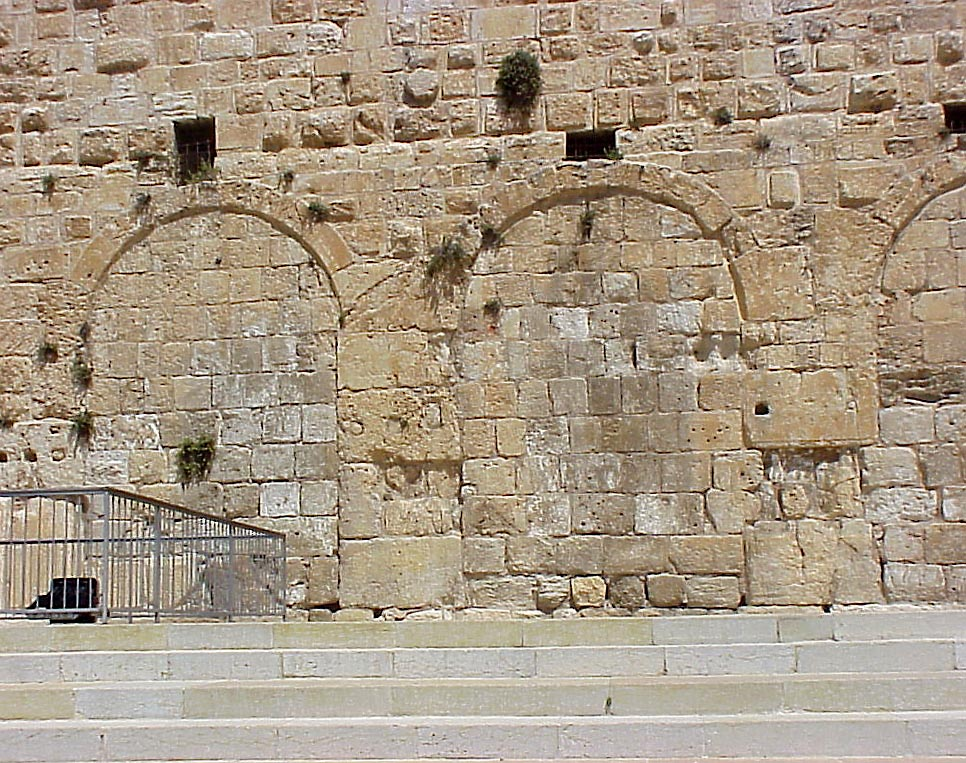
Тройные ворота
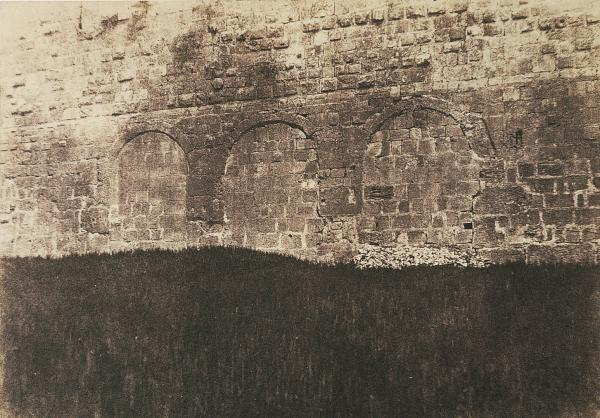
Тройные ворота на фото 1855 года